# Sierra de Guadarrama

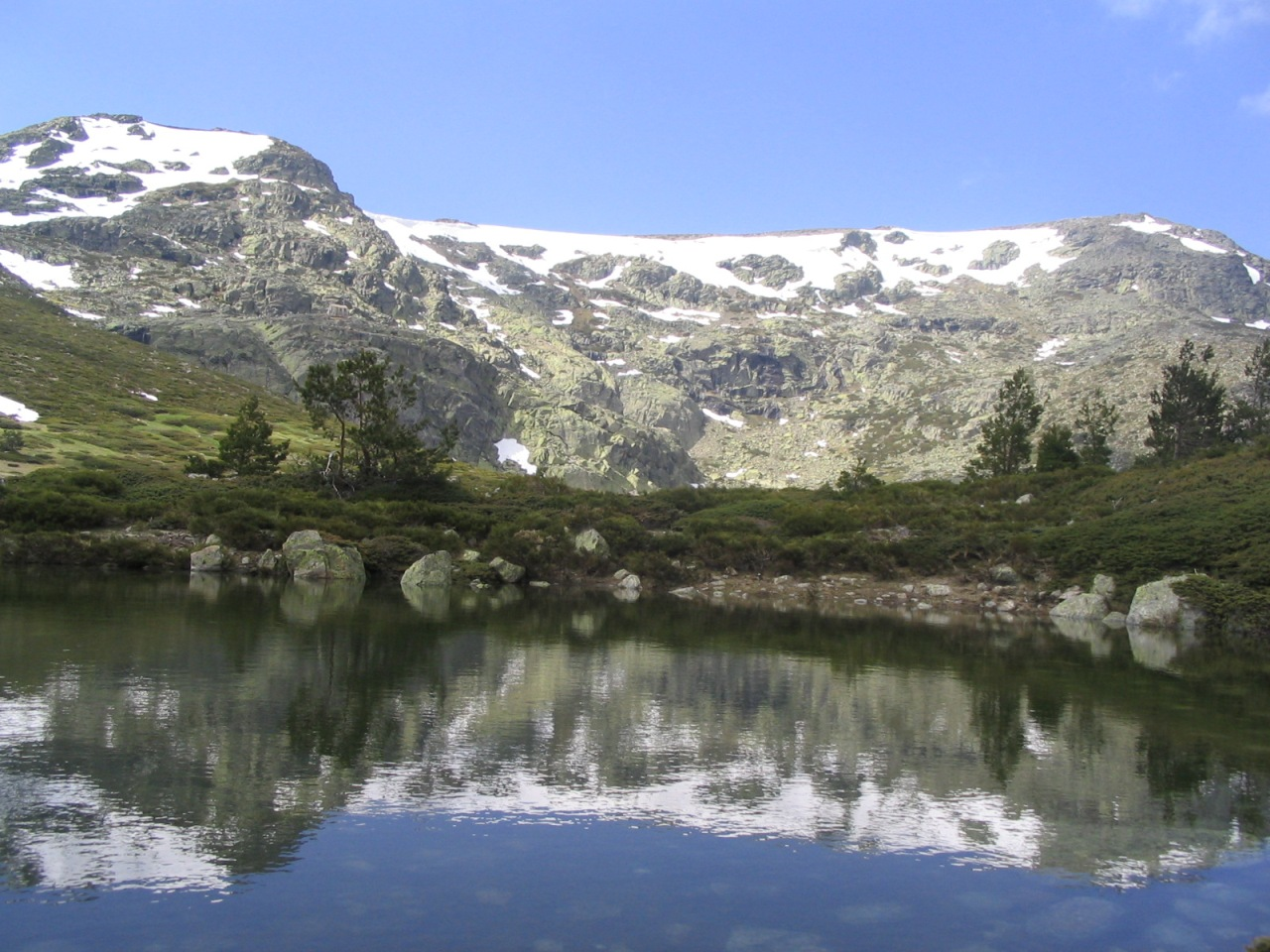
Peñalara: de hoogste berg van de Sierra de Guadarrama's

De Sierra de Guadarrama is een Spaanse bergketen die ongeveer de helft beslaat van het Castiliaans Scheidingsgebergte. Het gebergte ligt tussen de Sierra de Gredos in de provincie Ávila en de Sierra de Ayllón in de provincie Guadalajara. De keten strekt zich uit in een zuidwest noordoostelijke richting. Dit van de provincie Madrid in het zuiden tot aan de provincies Ávila en Segovia in het noorden. De keten is gemiddeld genomen ongeveer 80 km lang en de hoogste top is de 2430 m hoge Peñalara.
De begroeiing op deze bergketen kenmerkt zich door met name grove dennenbossen. Op de lagere gedeelten vinden we eiken- en steeneikbossen. De toppen worden gedomineerd door weiden met her en der struiken. In de bergketen is een verscheidenheid aan zoogdieren te vinden zoals herten, reeën en dassen. Er zijn bijvoorbeeld soorten marters, wilde katten, vossen en hazen. Er is een verscheidenheid aan watervogels in de bergmeren en stuwmeren. Ook vliegen er roofvogels als de Spaanse keizerarend en de monniksgier rond.
Op de uitlopers van deze bergketen zijn, vooral richting Madrid, dichtbevolkte gebieden. Verschillende wegen en spoorwegen doorkruisen het gebergte. Ook is er een ontwikkelde toeristische sector die een verscheidenheid aan bergsporten biedt. De menselijke aanwezigheid zet druk op de natuurlijke omgeving van het berggebied. In 2013 kreeg de Sierra de status van nationaal park (Spaans: Parque Nacional de la Sierra de Guadarrama). In het nationaal park wordt 30 000 ha natuur beschermd op de zuidoostelijke flank van de Sierra de Guadarrama. Daarnaast is er ook het Natuurpark Sierra Norte de Guadarrama.

## Omschrijving

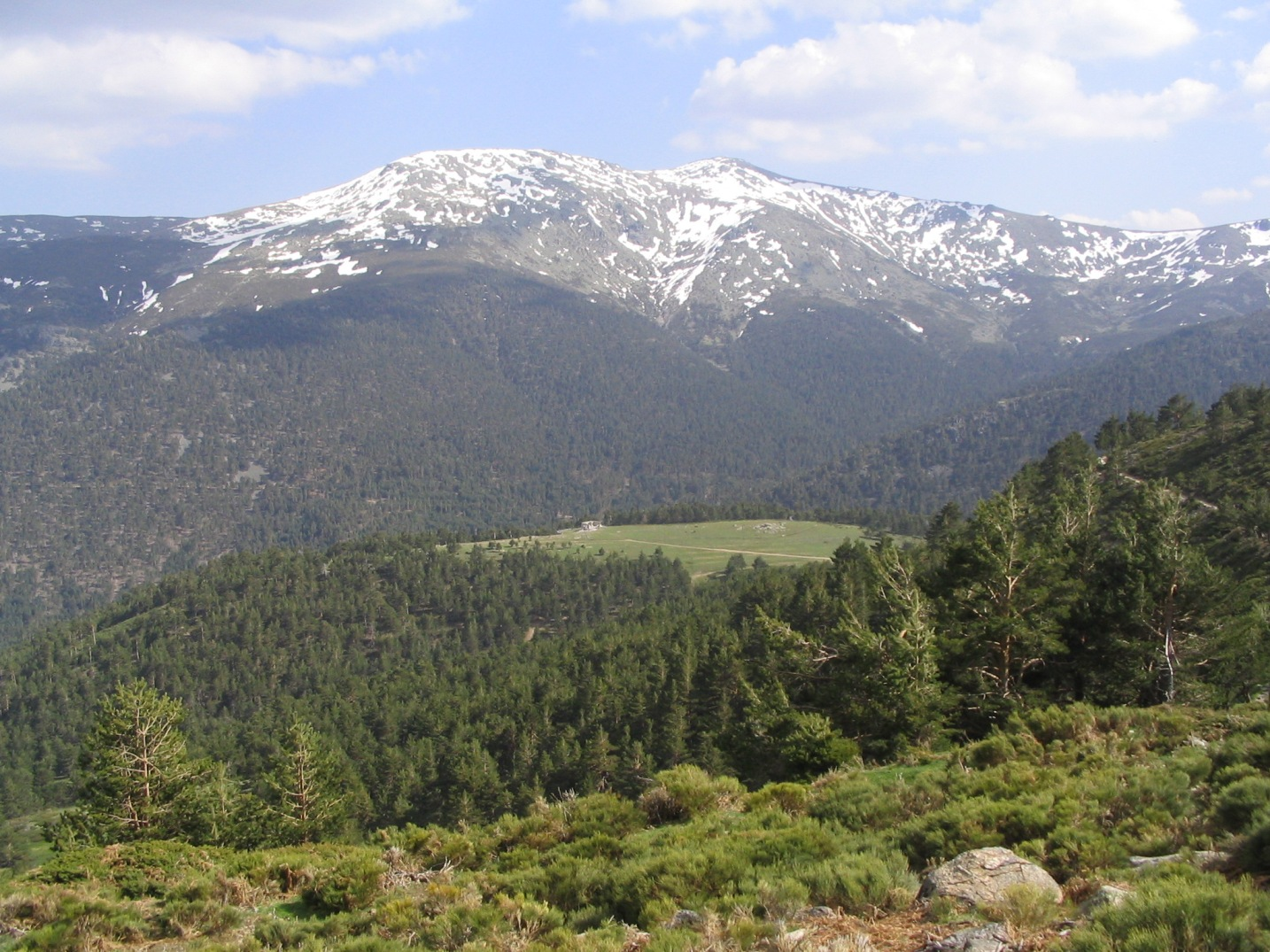
Noordkant van de Cabezas de Hierro in de lente

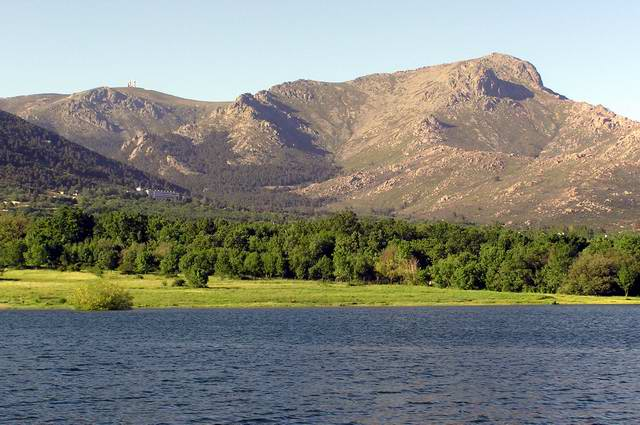
Embalse de Navacerrada (Navacerrada dam)

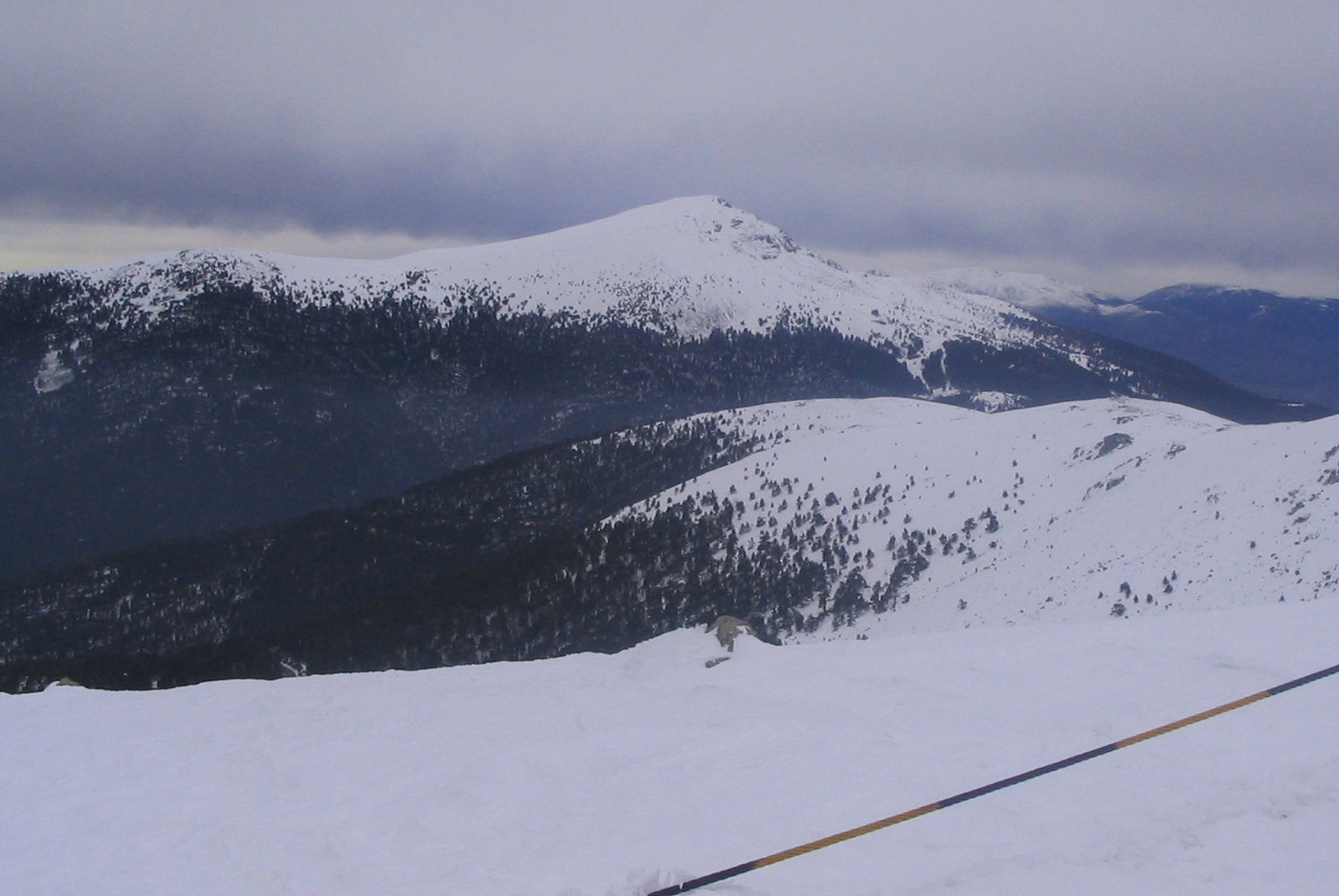
Uitzicht op de hoogste top van de keten, de Peñalara

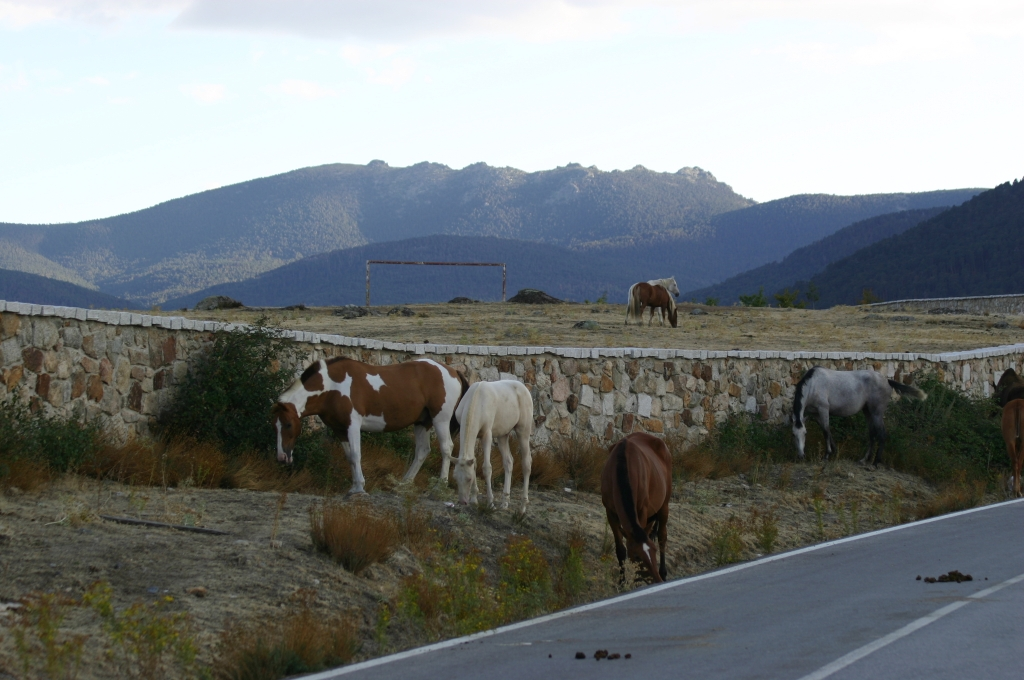
Siete Picos

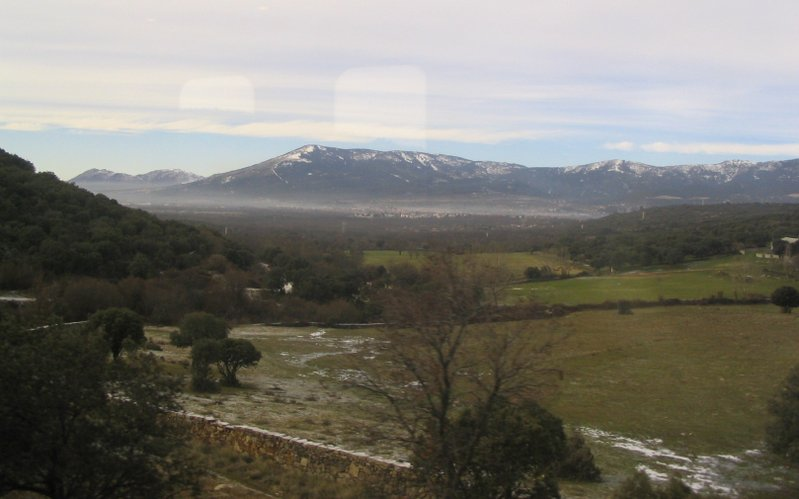
Winters aanblik van steeneiken met de Monte Abantos op de achtergrond

### Etymologie van de naamgeving
De naam, Sierra de Guadarrama (Guadarrama bergen), komt van de rivier de Guadarrama en de stad Guadarrama, beide te vinden in deze bergen. Het woord Guadarrama zelf stamt af van de Arabische woorden voor zand rivier — Guad staat voor wadi, dat rivier betekent, arrama staat voor al-rama, dat zand betekent. De naam was verbonden aan de rivier (en de stad en de bergen) tijdens de Arabische bezetting van Spanje (722-1492) en heeft die naam sindsdien gehouden zelfs na de reconquista.

### Algemene informatie
Met een lengte van 80 kilometer zich uitstrekkend van zuidwest naar noordoost, vormt het gebergte een scheiding in de Spaanse Hoogvlakte met de noord- en zuidmeseta op het Iberisch Schiereiland. De Sierra maakt deel uit van het zogenaamde Castiliaans Scheidingsgebergte.
De meeste bergen bevinden zich tussen de 900 à 1200 meter boven zeeniveau. De belangrijkste toppen steken gemiddeld 1000 meter uit boven de omgeving. De hoogste top, de Peñalara, is 2430 meter hoog. De bergketen begint in de vallei van de rivier Alberche, die de Sierra de Gredos in tweeën splitst en eindigt bij de Somosierra, die de hydrografische grens vormt tussen het rivierbekken van de Taag en de Douro. Bergstromen als de Jarama, Guadarrama en de Manzanares monden uit in de rivier de Taag. De rivieren de Duratón, de Cega en de Eresma leveren hun water aan de rivier de Douro. De meest noordoostelijke punt ligt in de buurt van 41° 4' Noord, 3° 44' West en die van het zuidwestelijke uiterste bij 40° 22' Noord, 4° 18' West.
De hoofdketen ligt zuidwest noordoostwaarts maar er is ook een westelijke aftakking die bekendstaat als de Cuerda Larga of Montes Carpetanos. Deze naam wordt soms gebruikt voor het noordelijke gebied van de hoofdketen tussen Peñalara en Somosierra. De subketen van de Carpetanos begint in de regio Madrid, bij de Puerto de Navacerrada over een lengte van 15 km. De subketen overstijgt en de 2000 meter richting de Morcuera-pas (Puerto de la Morcuera). Vanaf hier worden de Carpetanos lager tot aan de samenvloeiing van de rivieren Lozoya en Jarama. De hoogste top van de Cuerda Larga is de Cabezas de Hierro van 2383 meter.
Tussen de Cuerda Larga en de hoofdtak van de Sierra de Guadarrama ligt de vallei van de Lozoya. Een van meer schilderachtige valleien van het Castiliaans Scheidingsgebergte, met aantrekkingskracht optoeristen. In de winter is het geschikt om te skiën en in de zomer voor andere buitensporten. Een andere westelijke vertakking van de Guadarramas, La Mujer Muerta (De dode vrouw) of Sierra del Quintanar (Quintanar bergen), begint bij de Fuenfría Pas (Puerto de la Fuenfría) en ligt geheel in de provincie Segovia. De lengte van deze tak bedraagt 11 kilometer en heeft verschillende toppen van meer dan 2000 meter, waaronder de Montón de Trigo (Nederlands: "Tarweberg").
Naast de Cuerda Larga en de La Mujer Muerta bevinden zich in de buurt van dit gebergte ook diverse kleine bergen of uitlopers van de Sierra de Guadarrama. Noemenswaardig zijn, in de regio Segovia, de: de Cerro (heuvel) de las Cardosillas (1635 m), de Cerro de Matabueyes (1485 m), de Cerro del Caloco (1565 m) en de Sierra de Ojos Albos (1662 m). In de regio Madrid, van noord naar zuid, de Cerro de San Pedro (1423 m) de Sierra del Hoyo (1404 m) de Cerro Cañal (1331 m) de Las Machotas (1466 m).

### Noemenswaardige bergen
De toppen van de Guadarrama zijn relatief plat, sommige zijn beduidend groter dan andere in de keten : (De belangrijkste bergen staan in dikke letters.)
- Monte Abantos (1753m)
- Bola del Mundo (2265m)
- Cabezas de Hierro (2383m), hoogste van de Cuerda Larga
- Dos Hermanas (2285m)
- Flecha (2078m)
- La Maliciosa (2227m)
- La Najarra (2108m)
- El Nevero (2209m); een van de meest noordelijk gelegen toppen van de bergketen
- Pandasco (2238m)
- Peña del Águila (2010m)
- Peñalara (2430m), de hoogste berg van de Guadarramas
- La Peñota (1945m)
- Risco de los Claveles (2387m)
- Risco de los Pájaros (2334m)
- Siete Picos (2138m)
- Montón de Trigo (2161m)
- Cerro de Valdemartín (2280m)
- El Yelmo (1717m), de belangrijkste top van La Pedriza

### Geologie

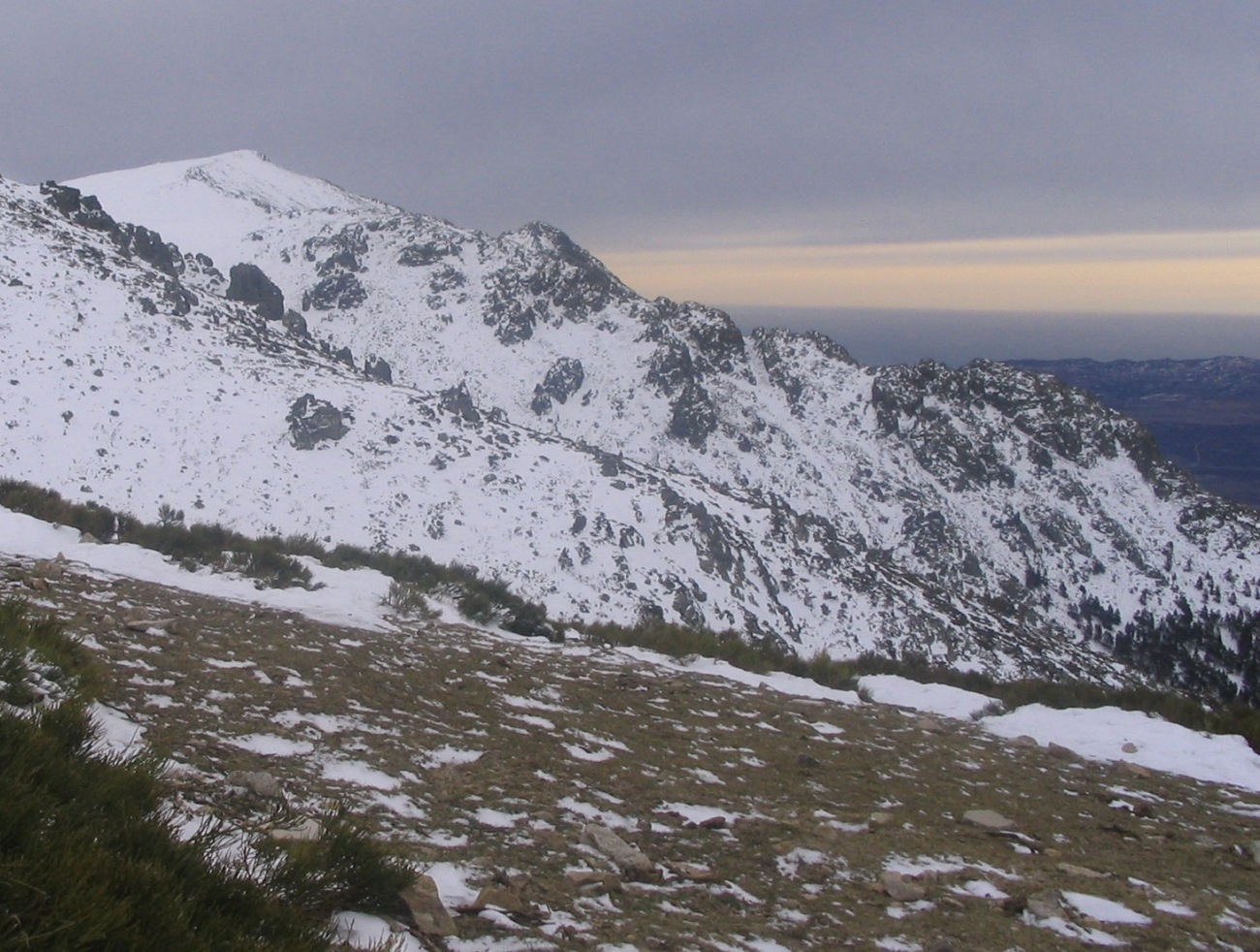
Winterse aanblik van de La Maliciosa top

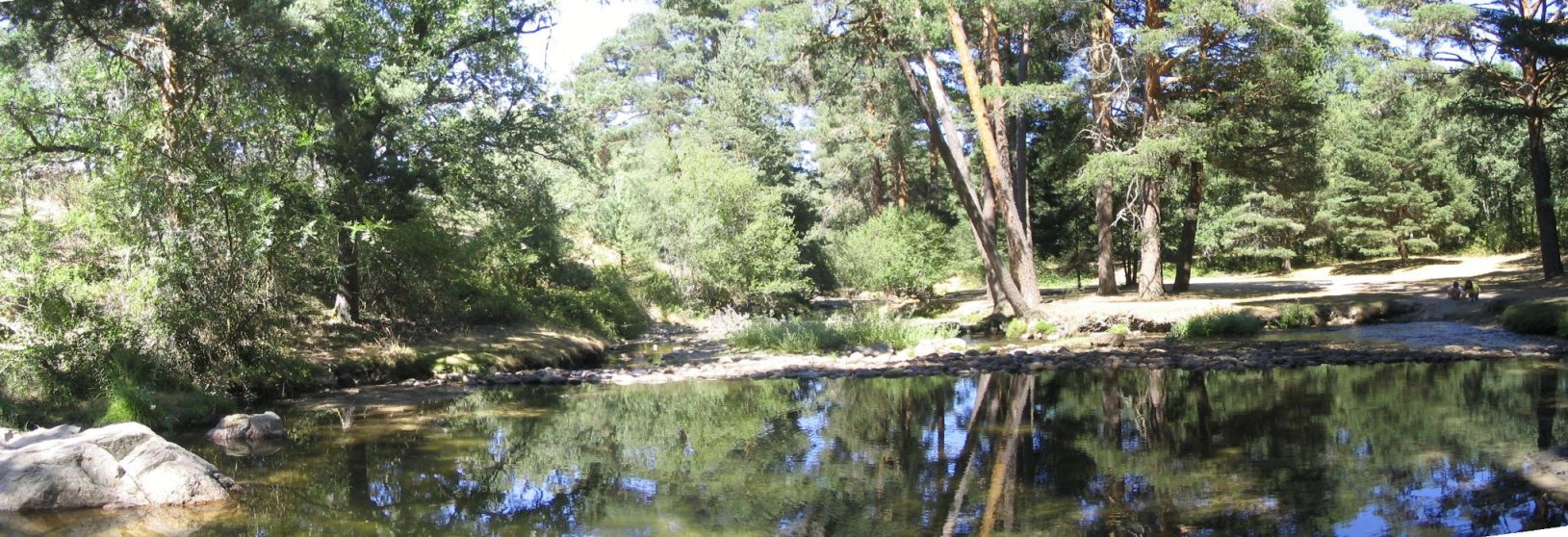
Een kleine poel van de Eresma rivier

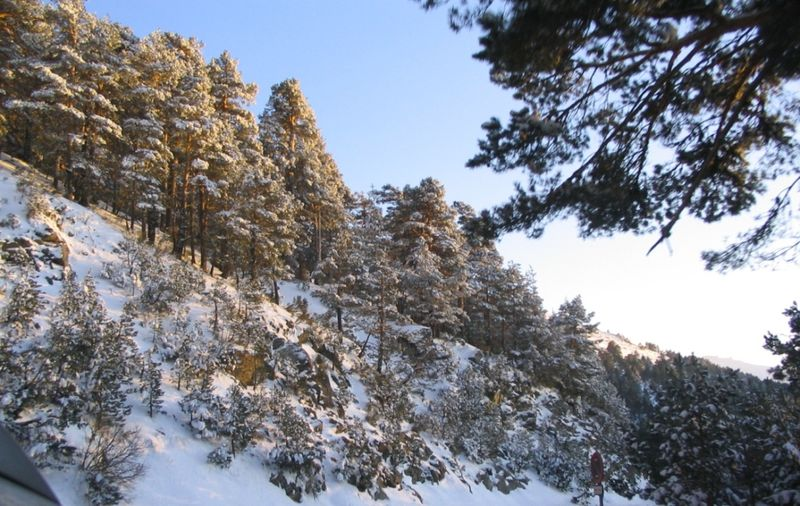
Pijnboombos in de winter

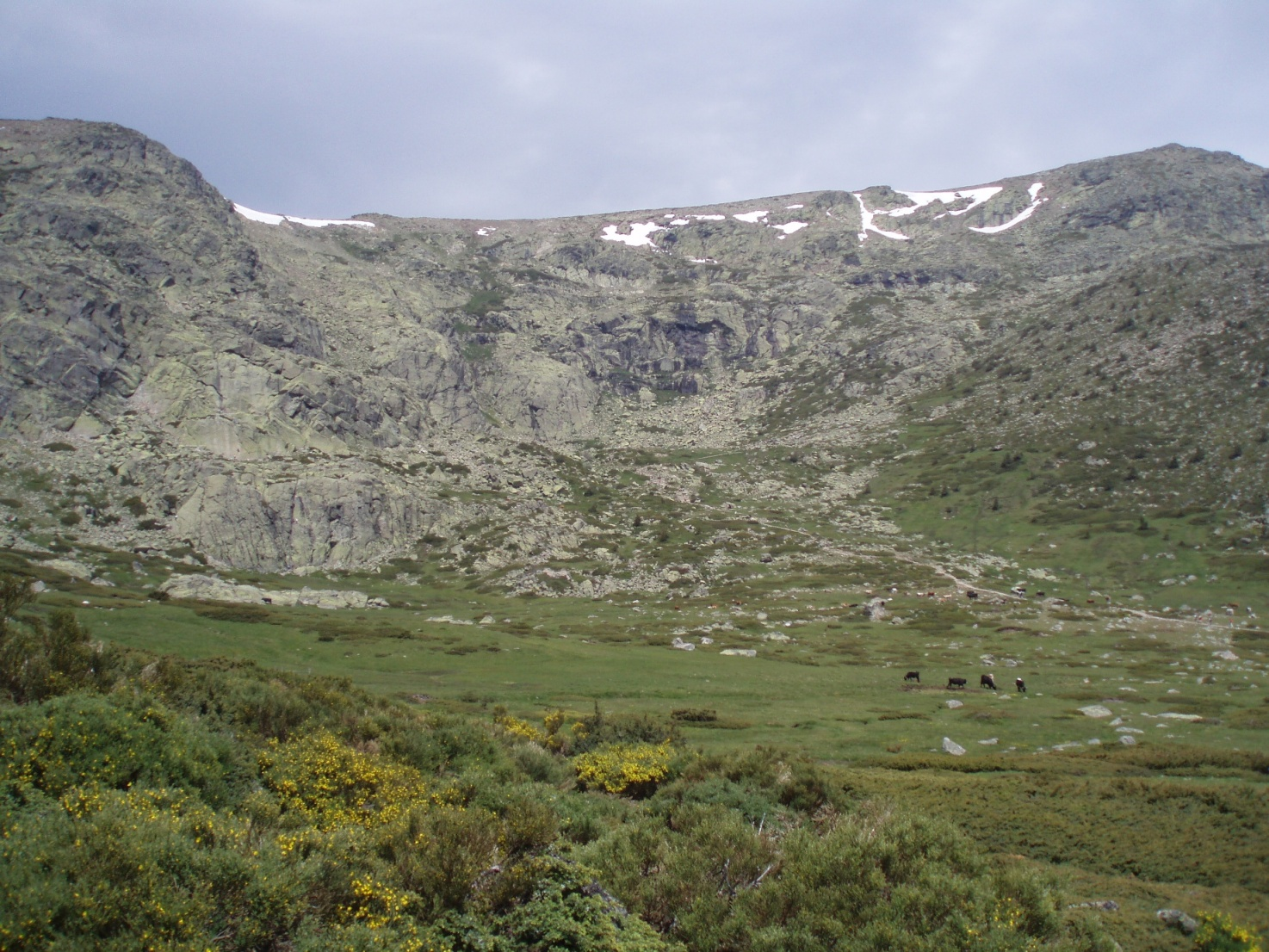
Peñalara cirque

De Sierra de Guadarrama komt voort uit platentektoniek van het zuidelijke sub-plateau en het noordelijke subplateau, die beide deel uitmaken van het grotere Iberisch plateau, het Meseta central. De bergketen is gevormd gedurende het Cenozoïcum (ongeveer 65,5 miljoen jaar geleden), hoewel het overheersende materiaal waaruit de bergen samengesteld zijn (graniet) reeds aanwezig was. Dit was al gevormd tijdens de Hercynische orogenese gedurende het Paleozoïcum, toen de continentale collisie tussen Laurasia en Gondwana plaatsvond waaruit Pangea ontstond. De bergen hebben sinds hun formatie blootgestaan aan significante erosie, wat ook de reden is dat veel toppen, vooral in de noordelijke en zuidelijke delen, afgeplatte toppen hebben (door bergbeklimmers "cuerdas" genoemd). Door deze eigenschappen, het gesteente dat de Sierra de Guadarrama vormt, heeft een oudere oorsprong dan andere bekende bergketens zoals de Pyreneeën, Alpen, Andes en de Himalaya.

#### Het ontstaan
Tijdens het mid-Paleozoïcum tijdperk (tussen de 360 en 290 Ma) vormde zich een eerste onderlaag van oud graniet en sediment dat door metamorfose gneis vormde. Daarna, ongeveer tussen 290 en 250 ma gedurende het Carboon tijdperk, scheurde het gneis waardoor grote hoeveelheden magma de oppervlakte kon bereiken wat uiteindelijk uithardde en een granieten laag vormde. In de laatste fase van het Paleozoïcum tijdperk, gedurende de Perm periode, veroorzaakte de botsing van tektonische platen het omhoog komen van het gebergte. Uiteindelijk, gedurende het einde van het Paleozoïcum tijdperk en door het Mesozoïcum tijdperk (tussen 250 en 65 ma) tot het heden, zorgt de voortdurende erosie ervoor dat de bergen van de Guadarramas minder groot, en vlakker en ronder zijn.
Het was ook zo dat tijdens deze geologische era een verschuiving van oceanen plaatsvond waardoor de huidige locatie van het gebergte ooit, voor een tijdje, deel heeft uitgemaakt van de oceaan. Het is mogelijk dat de toppen van dit gebergte ooit kleine eilanden waren die maar net boven de oppervlakte van de oceaan uitstaken. Dit verklaart de aanwezigheid van kalksteen (een sedimentair gesteente dat ontstaat door de opeenhoping van (kalkhoudende) stoffelijke overblijfselen van in zee levende organismen) wat gevonden is op de randen van het gebergte en in grotten. De vorming van kalksteen zijn duidelijk aanwezig bij een aantal toppen zoals de El Vellón, La Pinilla en Patones.
Er speelde zich tijdens het Cenozic nog meer processen af dat voor de huidige aanblik van de Guadarammas heeft gezorgd. De erosie van het rotsachtige massief zorgde ervoor dat in de dalen veel zandsteen te vinden is. De werking van gletsjers gedurende het Kwartair gaf gestalte aan het gebergte met kleine cirques, uitgesneden gletsjermeren en achtergelaten morenen. Al deze eigenschappen zijn zichtbaar op de Peñalara. Bovendien worden sporen van gletsjers gevonden op de El Nevero en La Maliciosa in de vorm van schaapswolachtige rotsen en kleine cirques. Uiteindelijk zorgde de werking van de gletsjers voor een heel netwerk van rivieren die kriskras van de berghellingen afkomen en voor uitgeslepen valleien en terrassen zorgde om uiteindelijk te resulteren in het huidige landschap.

### Belangrijke steden en dorpen
De Sierra de Guadarrama is omringd door prominente bevolkingscentra met veel tweede huizen, voornamelijk bevolkt tijdens vakantieperioden. Door de demografische druk op en bij de zuidoostelijke hellingen van de bergketen in de provincie Madrid is erg hoog, gedeeltelijk te verklaren doordat veel mensen in de buurt van de bergen wensen te leven. De belangrijkste steden zijn San Lorenzo de El Escorial, Guadarrama, Navacerrada, Cercedilla, Manzanares el Real, Miraflores de la Sierra en Rascafría in de provincie Madrid en Los Ángeles de San Rafael en Real Sitio de San Ildefonso in de provincie Segovia. Deze steden zijn een uitvalsbasis voor toeristen om de nabijgelegen bergen in te trekken. Deze steden functioneren ook als toeristencentra waar overnachtingsplaatsen, restaurants en winkels voor toeristen te vinden zijn. Hoewel deze gemeenten aan de voet van de bergen liggen zijn zij gesitueerd beneden de 1200 meter. De Sierra de Guadarrama dient als achtergrond voor de steden Madrid en Segovia, hoewel Segovia er dichterbij ligt dan Madrid.

### Bezienswaardigheden

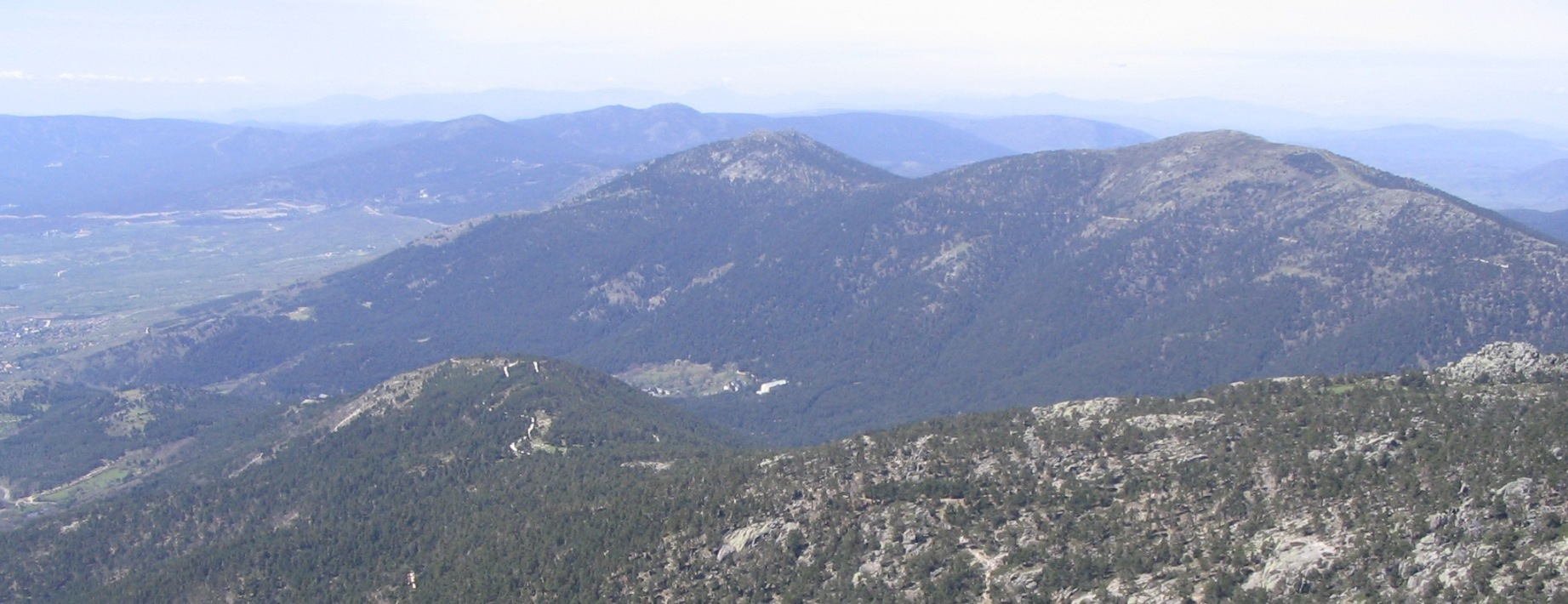
Valle de la Fuenfría, vanuit Siete Picos

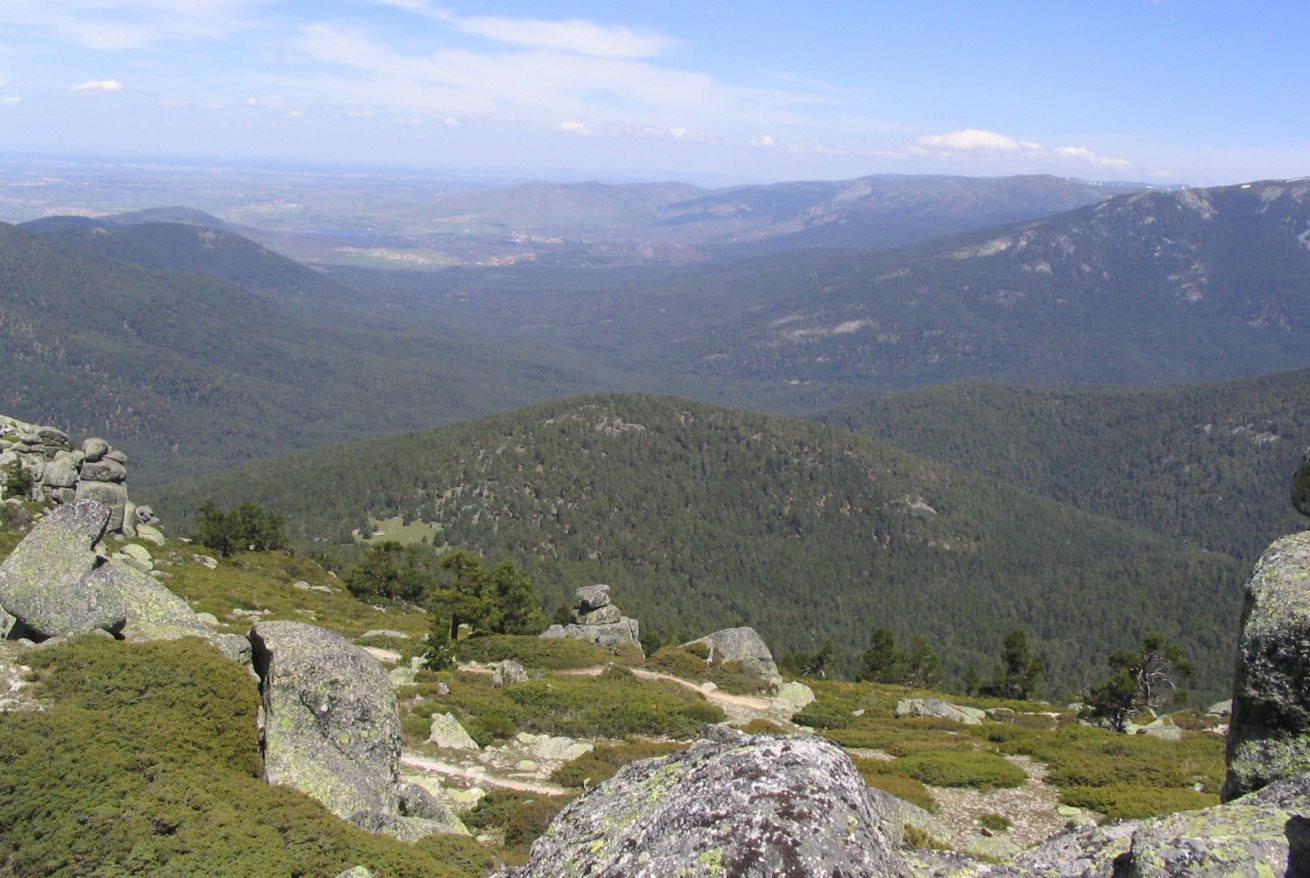
Valle de Valsaín, vanuit Siete Picos

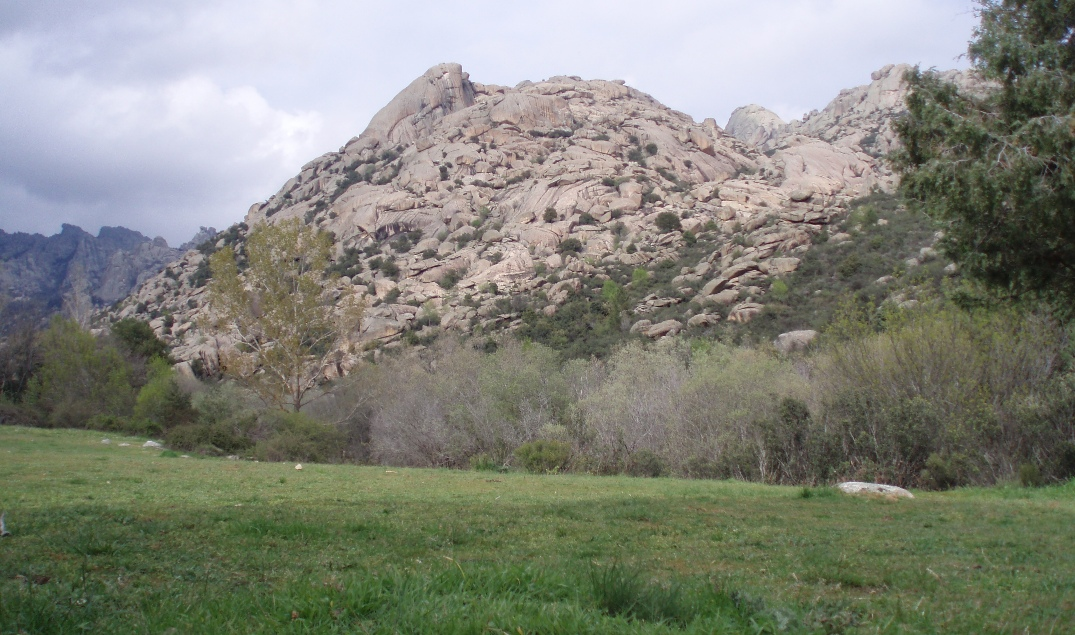
Uitzicht op La Pedriza

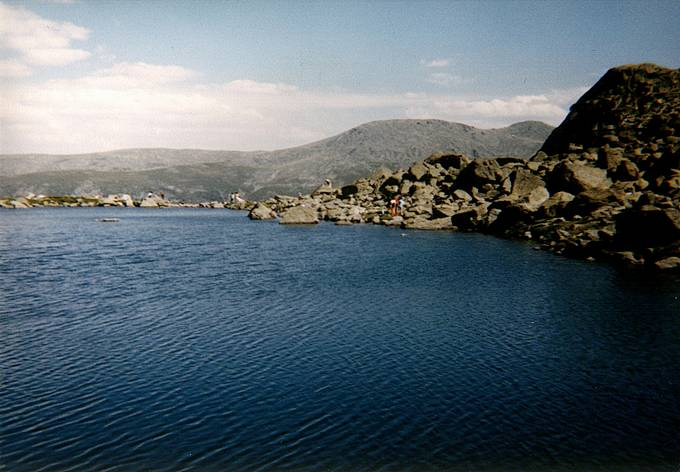
Peñalara's Laguna grande

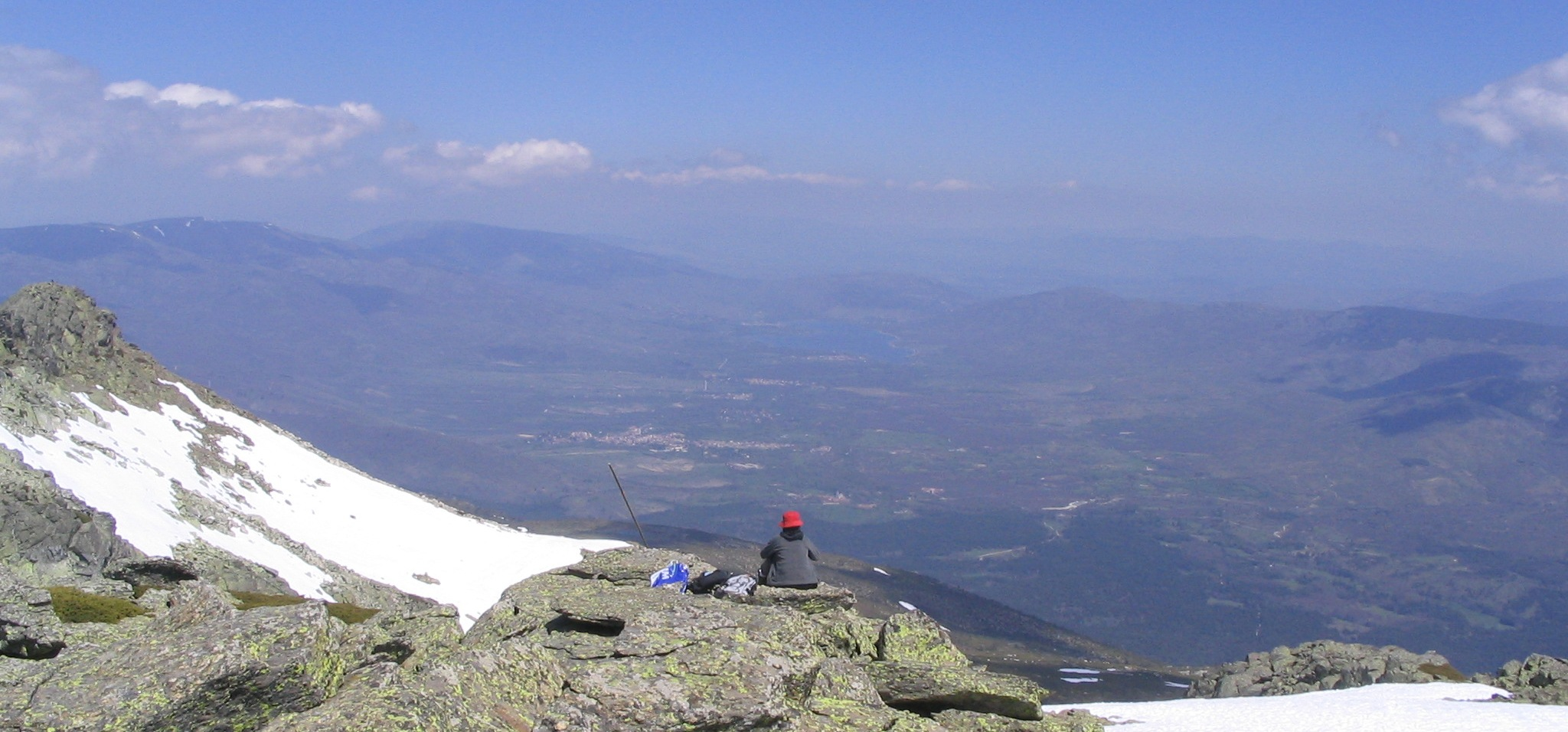
Valle del Lozoya, vanaf de Peñalara

De Sierra de Guadarrama heeft een reeks valleien en gebieden die interessant zijn vanuit zowel esthetisch als ecologisch gezichtspunt. Door de nabijheid van de verstedelijkte regio rond Madrid worden veel van die gebieden het hele jaar door bezocht door bergbeklimmers en dagjesmensen. De drukstbezochte plekken zijn Parque Natural de Peñalara (Peñalara natuurgebied) en La Pedriza, een ongewone rotsformatie.
Valle (vallei) de la FuenfríaEen oostelijke vallei in de buurt van de stad Cercedilla. Deze vallei herbergt een van de best bewaarde wilde pijnboom bossen van deze bergketen. De vallei ligt in noord-zuidelijke richting tussen Siete Picos en de rand van de provincie Segovia en heeft een lengte van ongeveer 5 km en een breedte van ongeveer 2 km. De dichte bebossing van de vallei herbergt een diepe kreek en een goed bewaarde oude Romeinse weg die door de bergen loopt richting de Fuenfría-pas. Tijdens vakanties en in de weekeinden wordt deze vallei overspoeld door toeristen en bergbeklimmers.
Valle de ValsaínNet zoals de Fuenfría, is de Valsaín vallei ook bedekt door een goed bewaard pijnboombos, en staat bekend als de beste van de Guadarramas. Het is een uitgestrekte hellende vallei en strekt zich uit van noord naar west. Deze vallei heeft een lengte van ongeveer 10 km en een breedte van ongeveer 5 km en is gelegen tussen de bergen Mujer Muerta en Peñalara. Op de lagere gedeelten ligt de gemeente Valsain, vernoemd naar de vallei. In het midden van de vallei, tussen de pijnboom en eikenboombossen, zijn drie verschillende recreatiegebieden, met parkeergelegenheid. Dicht bij deze gebieden zijn een aantal dammen gebouwd in de rivier Eresma. Door deze dammen zijn er een aantal kleine meren ontstaan waarin gezwommen kan worden in de zomer. Vanuit deze recreatiegebieden beginnen verschillende paden die kriskras door de beboste vallei lopen.
La PedrizaDe Pedriza is een van de meest uitzonderlijke gebieden van het gebergte. Het ligt op de zuidelijke flanken van de Cuerda Larga, in de gemeente Manzanares el Real en in het Parque Regional (Regionale Park) de la Cuenca Alta del Manzanares. Het landschap van La Pedriza wordt gekenmerkt door enorme rotsformaties en granieten wanden met ongewone structuren. Beneden de hoge rotsachtige gebieden ligt een bos van kreupelhout bestaand uit rotsrozen en Juniperus sabina dat verder van het rotsgedeelte overgaat in een pijnboombos. In het hart van de smalle vallei stroomt de rivier de rivier Manzanares. In het lage gedeelte van het gebied is een recreatiegebied met parkeergelegenheden. De grootste en meest sensationele top van La Pedriza is El Yelmo (De Helm), een grote granieten rots die met zijn 1700 meter uittorent boven de andere toppen in de omgeving. El Yelmo's zuidelijke aanzicht heeft een grote stenen wal geschikt voor ervaren bergbeklimmers. Door de eeuwen heen is La Pedriza's wirwar aan grotten gebruikt als schuilplaats voor mensen in ballingschap en oorlogsvluchtelingen.
Peñalara's cirque's (keteldal) en merenOp de zuidelijke flanken van de hoogste top van de Sierra de Guadarrama's, de Peñalara (2430m), is een beschermd natuurgebied te vinden. Het vroegere Parque Natural de Peñalara dat nu deel uitmaakt van het nationaal park Sierra de Guadarrama. In dit park zijn onder meer 3 keteldalen en verschillende meren te vinden, gevormd door een vroegere gletsjer. Peñalara's cirques hebben de vorm van 300 meter hoge muren in een U-vorm. Verschillende kleine meren zijn in de omgeving van deze cirques, tot op een hoogte van 2000 m, te vinden en tijdens de dooi in de lente zijn zij de bron voor verschillende stromen kleine watervalen. De meest opmerkelijke zijn de Laguna Grande (Het grote meer), de Laguna Chica (Het kleine meer), de Lagunas de los Claveles (Meer van Claveles) en de Laguna de los Pájaros (Lagune van de vogels). Onder de 2000m zijn wilde pijnboombossen te vinden in bepaalde zones. Op de hoge delen van dit natuurgebied zijn prairies en stuiken te vinden. Het park is door middel van drie routes te bereiken vanaf en naar de Puerto de Cotos.
Valle del LozoyaDe Valle del Lozoya is de grootste en een van de best bewaarde vallei van de Sierra de Guadarrama. Deze vallei ligt geheel in de regio Madrid tussen de Cuerda Larga en het hoofdgebergte en loopt vanuit het zuidwesten naar het noordoosten. De vallei is meer dan 25 km lang en is gemiddeld 6 km breed. De flanken van de vallei zijn bedekt met wilde pijnbomen, eiken en kastanje bossen. In contrast met het lager gelegen deel waar gras en landbouwgewassen overheersen. In het centrum van de vallei liggen twee dorpen: Rascafría en Lozoya, beide dragen ze de naam van rivieren die door deze vallei lopen.

### Hydrografie

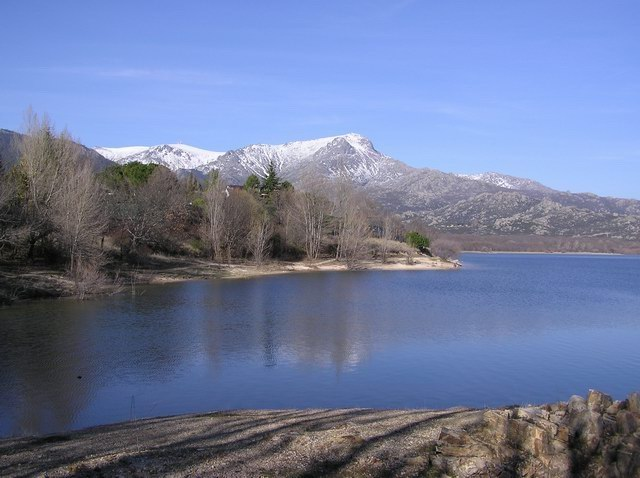
Dam van Navacerrada.

Het klimaat van de Sierra de Guadarrama kenmerkt zich door zware neerslag wat resulteert in ontelbare stromen en rivieren. Op de flanken, aan de kant van de regio Segovia, ontspringen o.a. de rivieren Moros en Eresma, laatstgenoemde stroomt door de stad Segovia. Op de flanken aan de kant van de regio Madrid ontspringt o.a. de Guadarrama (naamgever voor het gebergte en de stad Guadarrama), de Manzanares, die langs Madrid stroomt, en de Lozoya. Op de zuidelijke flanken van de berg Peñalara, op 2200m hoogte, is een reeks meren ontstaan door gletsjers.
Het gebergte heeft een aantal kleine dammen. Aan de kant van Segovia zijn dat dammen met de namen  Peces, Revenga, Pontón en Pirón. Aan de kant van Madrid dammen met de namen Tobar, Jarosa, Navacerrada en Pinilla. Buiten de grenzen van het gebergte in de regio Madrid zijn drie veel grotere dammen te vinden, de Valmayor, Santillana en Pardo.

## Flora en fauna

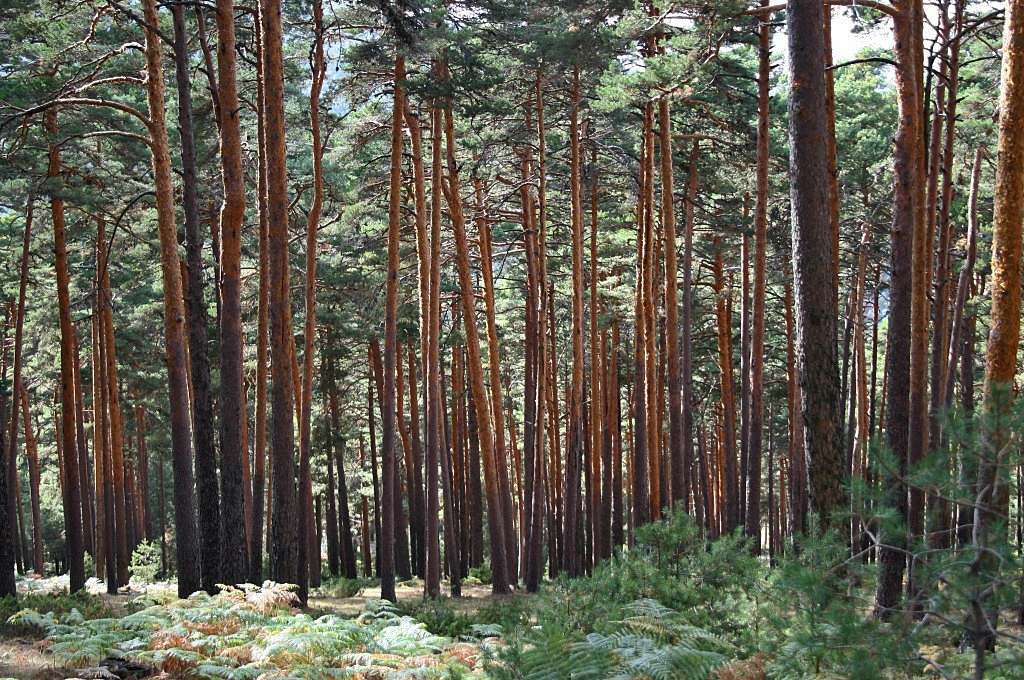
Wild pijnboombos met varens op de grond.

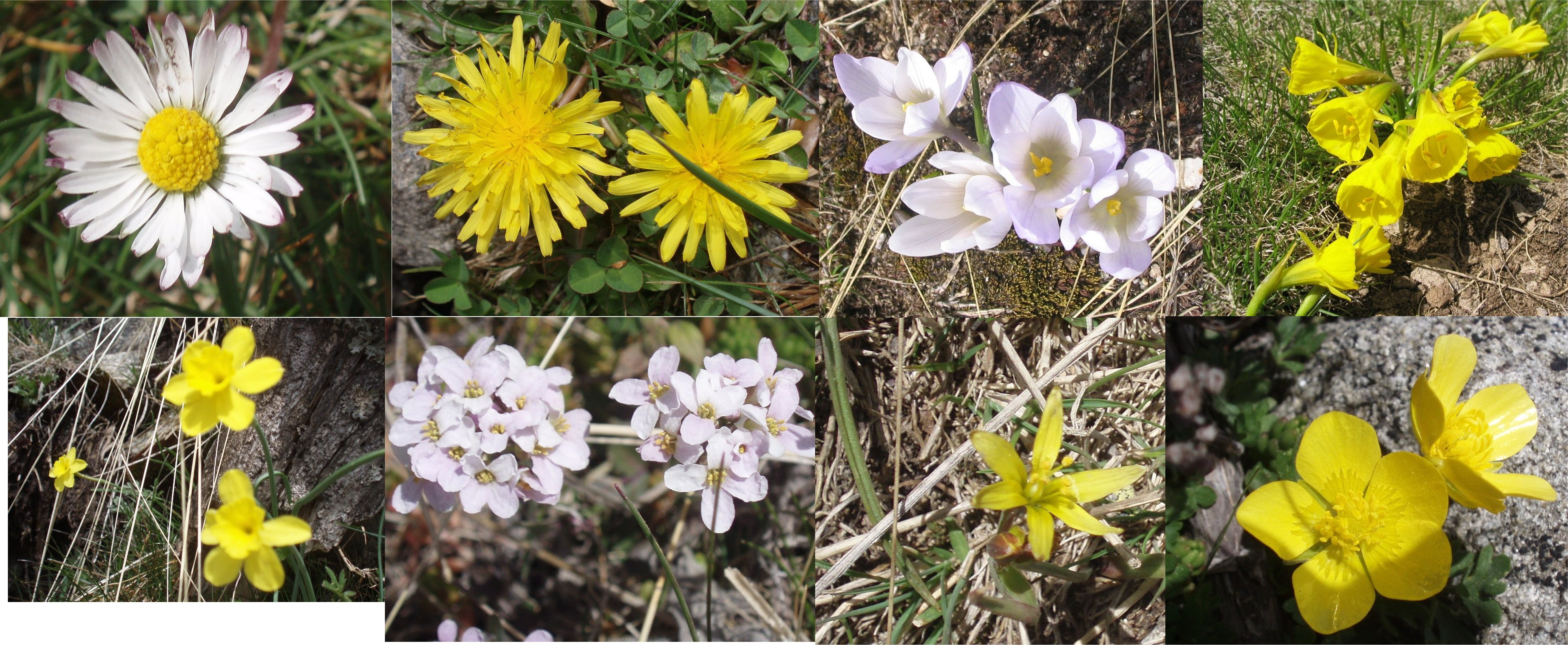
Bloeiende bloemen in de hoge berggebieden van het Parque Natural de Peñalara. Links: Krokus Rechts: narcissen boterbloemen

De flora en fauna van de Sierra de Guadarrama herbergt een grote verscheidenheid aan soorten die een soort mix zijn tussen soorten die gewoon zijn in het mediterraans landschap en klimaat van de Spaanse centrale hoogvlakte en meer gespecialiseerde soorten die voorkomen op hoger gelegen gebieden zoals de Pyreneeën en de Alpen.

### Flora
De hogere gebieden van het gebergte zijn bedekt met Alpengrassen die gebruikt worden om er vee op te laten grazen. Het vlees van dit vee is van een bijzondere kwaliteit en wordt gecertificeerd als Ternera de Guadarrama ("Vlees van de Guadarrama"). Onder deze hoge weilanden, in de bergachtige vlakten, bevindt zich een van de beste natuurlijke grove dennenbossen (Pinus sylvestris) van Spanje.
Halverwege, beneden de dennenbossen, zijn de bergen begroeid met Pyrenese eik (Quercus pyrenaica). In sommige gevallen overwoekert deze boom de hoger gelegen dennenbossen en dat kan een probleem zijn omdat de Pyrenese eik beschermd is. Kappen van deze boom mag alleen na toestemming van de parkautoriteiten. Desalniettemin wordt ieder jaar gecontroleerde houtkap toegestaan waarbij de gekapte bomen worden gebruikt als brandhout in de lokale bergdorpen.
Het meest westelijk gelegen deel van de bergketen heeft een andere verscheidenheid aan soorten waarbij de parasolden (Pinus pinea) overheersen in plaats van de grove den, en Portugese eik en steeneik in plaats van Pyrenese eik. Dit komt door de lagere ligging van deze bossen en een grotere neerslaghoeveelheid.

#### Lijst van plantensoorten
Bomenzwarte den, zeeden, grove den, bergden, Ilex, els, esdoorn, Corylus, Buxus, Fagaceae, steeneik, Portugese eik, Pyrenese eik, Savin junipers, lijsterbes en venijnboom.
Struikenboomhei, Franse lavendel, jeneverbes, berendruif, varens, Cistaceae, eenstijlige meidoorn, Leguminosae, wolfsmelk, rozemarijn en tijm.
Paddenstoelenmorielje, smakelijke melkzwam, parasolzwam, cantharel en kruisdisteloesterzwam.

### Fauna

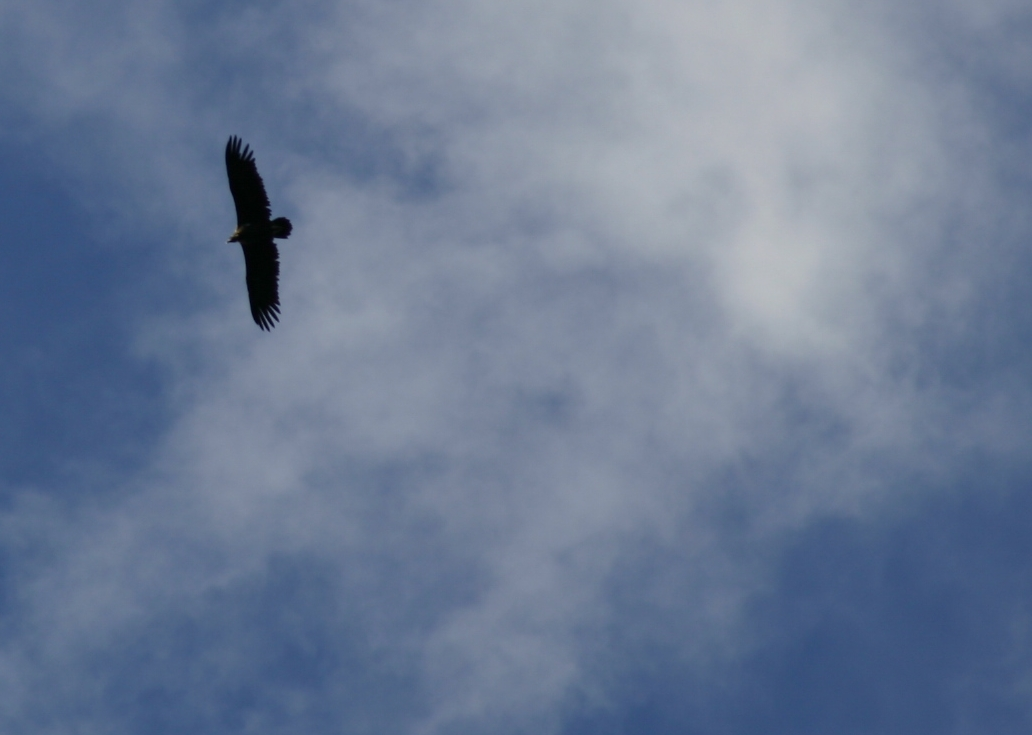
Monniksgier.

In dit onaangetaste ecosysteem is een grote verscheidenheid aan dieren zoals het hert, de ree en het damhert, het wild zwijn, de das, verschillende soorten marters, wilde katten, vossen en hazen. Ook zijn er diverse soorten watervogels te vinden, vooral in en bij het Embalse de Santillana (Stuwmeer van Santillana), andere stuwmeren en bergmeren. Naast deze watervogels zijn er ook diverse soorten roofvogels zoals de keizerarend en de monniksgier te vinden. In feite vertegenwoordigt het dierenrijk van de Guadarrama's 45% van alle fauna van Spanje en 18% van Europa.
De Guadarramas zijn ook het broedgebied voor trekvogels. Kraanvogels verblijven in de zomer op de bergketen en in de winter trekken ze naar Noord-Afrika, terwijl ooievaars en verschillende soorten roofvogels het tegenovergestelde doen. In het gebied leven ook een aantal bedreigde soorten zoals de keizerarend, zwarte ooievaar en de Europese wolf.

#### Lijst van diersoorten
Reptielen en amfibieënVerschillende soorten slangen, hagedissen zoals de parelhagedis en anderen van het Lacerta- geslacht. Daarnaast komen verschillende amfibieën voor zoals kikkers en salamanders.
Zoogdiereneekhoorns, wezels, geiten, konijnen, reeën, genetkatten, wild zwijnen, hazen, eikelmuizen, Europese wolven, dassen en vossen.
Vogelsbijeneter, hop, boomkruiper, gaai, koolmees, fazant, koekoeken, houtsnip, winterkoningen, Pyrrhocorax, kuifmees, pimpelmees, ijsvogels, waterspreeuw, merel, verschillende soorten goudhaantjes, wielewaal, roodborst en verschillende spechten.
Roofvogelssteenarend, dwergarend, slangenarend, uilen, klauwieren, monniksgier, vale gier, bosuil, steenuil, verschillende valken, wouw en buizerd.
Watervogelswilde eend, knobbelmeerkoet, blauwe reiger, topper, ijsduiker en futen.

## Klimaat

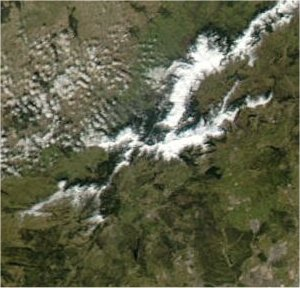
Satellietfoto van besneeuwde pieken van de Guadarramas.

De Guadarramas zijn onderdeel van de Middellandse Zee en heeft dus een mediterraan klimaat, wat zich uit in grote verschillen in temperatuur tussen zomer en winter en droge zomers. Maar, zoals in elke bergachtige streek, verandert het klimaat op de bergen naarmate de hoogte toeneemt en om die reden is het noodzakelijk om verschillende klimaatzones te onderscheiden.
Tussen de 800 en 1400 m ligt de gemiddelde jaartemperatuur tussen de 10 en 11 °C, met maximumtemperaturen in de zomer van 28 °C en minimumtemperaturen in de winter van −6 °C. Gemiddelde jaarlijkse neerslaghoeveelheid bedraagt ongeveer 700 à 800 mm, waarvan het grootste gedeelte buiten de zomermaanden valt. Op deze hoogte valt de meeste neerslag in de vorm van sneeuw, tussen december en februari. Het gebeurt maar zelden dat sneeuw langer dan drie dagen blijft liggen. 
Tussen de 1400 en 2000 m ligt de gemiddelde jaartemperatuur tussen de 8 en 9 °C, met maximumtemperaturen in de zomer van 25 °C en minimumtemperaturen in de winter van −8 °C. Gemiddelde jaarlijkse neerslaghoeveelheid wordt groter naarmate men hoger komt tot tussen de 900 en 1000 mm, waarvan het meeste buiten de zomer valt in de vorm van sneeuw. Veel van die sneeuw blijft liggen gedurende de wintermaanden, vooral aan de noordkant.

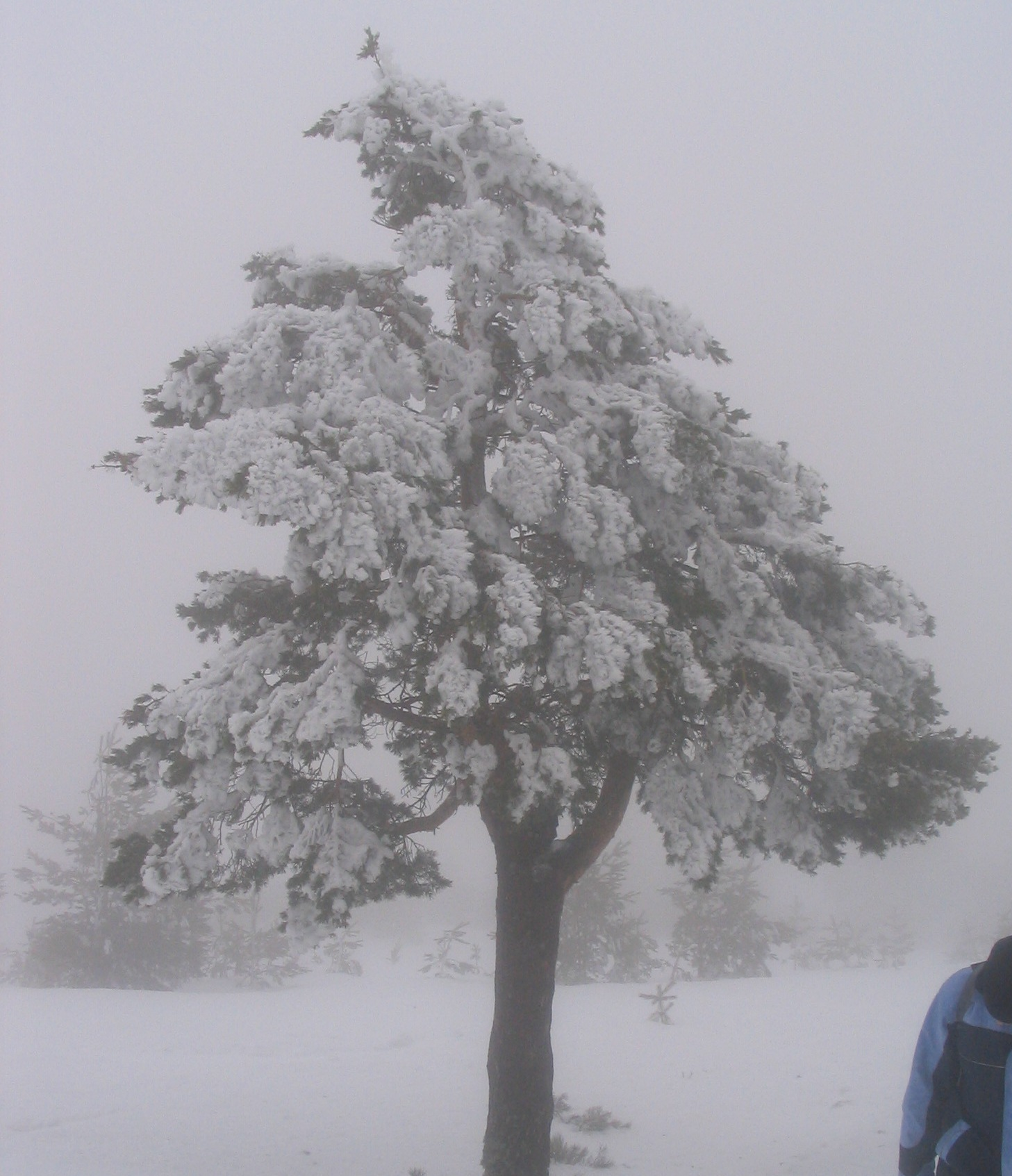
Met ijs bedekte pijnboom; resultaat van IJsmist.

Tussen de 2000 en 2430 m ligt de gemiddelde jaartemperatuur tussen de 6 en 7 °C, met maximumtemperaturen in de zomer van 22 °C en een ijzige minimumtemperatuur in de winter van −12 °C. Gemiddelde jaarlijkse neerslaghoeveelheid ligt tussen de 1200 en 2500 mm, meestal in de vorm van sneeuw die blijft liggen gedurende de winter en in een gedeelte van de lente.
Samengevat is het klimaat van de Guadarramas vochtig, meer dan de rest van het Meseta central, en over het algemeen koud. Op de toppen staat vaak een sterke wind en onweersbuien komen er vaker voor dan op het plateau.

### Gemiddelde temperaturen per hoogtezone
| Hoogte          | Temperatuur in de winter (dag/nacht) | Temperatuur in de lente en in de herfst (dag/nacht) | Temperature in de zomer (dag/nacht) |
| --------------- | ------------------------------------ | --------------------------------------------------- | ----------------------------------- |
| 2430 m - 2000 m | −1 °C / −9 °C                        | 8 °C / −3 °C                                        | 20 °C / 5 °C                        |
| 2000 m - 1400 m | 3 °C / −3 °C                         | 11 °C / 5 °C                                        | 23 °C / 7 °C                        |
| 1400 m - 800 m  | 3 °C / −3 °C                         | 15 °C / 7 °C                                        | 25 °C / 11 °C                       |

## Doorgaande spoor- en wegverbindingen

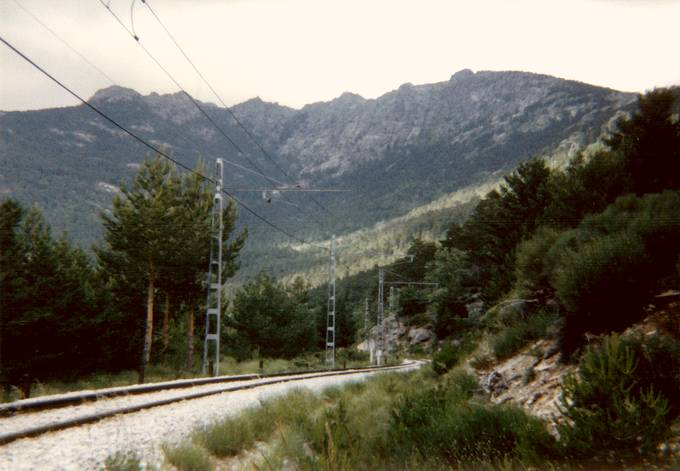
Bergspoorweg met de Siete Picos op de achtergrond.

Doordat de Guadarramas een natuurlijke grens is wordt het doorkruist door diverse belangrijke noord-zuidverbindingen van het Iberisch Schiereiland. Deze routes dateren uit de Romeinse tijd toen men de befaamde Romeinse wegen aanlegde. Een start in de stad Cercedilla gaat door de bergen en eindigt bij de Fuenfría-pas.
Alhoewel de weg nog steeds aanwezig is met, op sommige plekken, de originele stenen raakte het gedurende de 18e eeuw door de aanleg van andere wegen in onbruik. Deze wegen zijn onder meer de Guadarrama Pas of "del León" route, die de naam N-VI draagt die loopt van Madrid naar Coruña. De tolweg AP-6, die door tunnels door de bergen voert, is de snelste route. Verder is het mogelijk het gebergte te doorkruisen via de Navacerrada-pas tussen Madrid en Segovia en de Somosierra-passage, die aansluit op de Autovía del Norte waarlangs de spoorlijn Madrid - Irun loopt.
Verschillende spoorwegen doorkruisen het gebergte met routes tussen Madrid en Ávila, Segovia en Burgos, waardoor Madrid regionale spoorverbindingen heeft met het hele noorden van het land. Deze spoorlijnen worden gedeeltelijk vervangen door een Alta Velocidad Española (HSL) . Deze lijn voert door tunnels bij Miraflores de la Sierra en Segovia.
Vanuit Madrid is het gebergte te bereiken met de berglijn Cercedilla/Cotos, die als lijn C-9 deel uitmaakt van het Madrileense voorstadnet.

## Geschiedenis

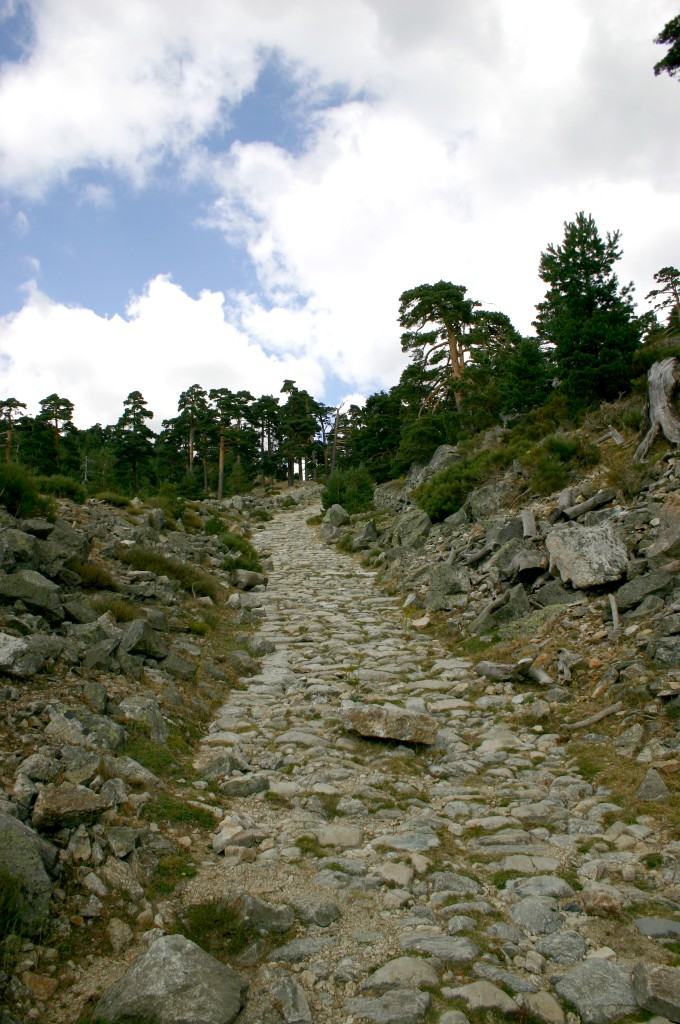
Romeinse weg

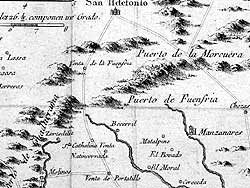
Plattegrond van de Sierra de Guadarrama, van circa 1760.

Een groot gedeelte van de geschiedenis van het centrale gedeelte van de bergketen, inclusief bossen en grasland aan beide zijden van de bergen, werden geassocieerd met de stad Segovia en deze geschiedenis gaat terug tot in de Romeinse tijd toen het de naam Segóbriga had. Maar de politieke bestemming van het gebergte werd, na de stichting van de provincie Madrid om te voldoen aan de eisen van het Spaanse hof, verdeeld over de provincies Madrid en Segovia. De bergketen wordt meer geassocieerd met de stad Madrid doordat het Spanjes hoofdstad is.
De rol van de Guadarramas als natuurlijke barrière was van belang in veel van Spanjes gewapende conflicten. Eeuwenlang, ten tijde van de reconquista, was de bergketen een grens tussen christelijke koninkrijken ten noorden en moslim koninkrijken ten zuiden ervan. De erfenis van dat tijdperk is nog te zien in middeleeuwse ommuurde steden aan beide zijden van het gebergte. Dit zijn steden als Buitrago de Lozoya en Manzanares el Real in Madrid (provincie) en de castillo de Pedraza in Segovia.
In 1808, gedurende de Spaanse Onafhankelijkheidsoorlog vocht Spanje tegen Franse overheersers, vond de Slag van Somosierra plaats op de gelijknamige pas, waar Spanje werd verslagen door Napoleontische troepen die voornamelijk bestond uit Poolse lancers. Ook tijdens de Spaanse Burgeroorlog in de jaren 30 vormde de keten een front met diverse schermutselingen uitgevochten in de bergpassen gedurende de gehele oorlog. Hieraan herinneren diverse loopgraven en kazematen.
Door de nabijheid van grote bevolkingscentra van culturele en educatieve waarden waren de Guadarramas een van de eerste gebieden van Spanje waar de natuurlijke hulpbronnen en de studie van de natuur werden gewaardeerd, zowel uit economisch als uit educatief oogpunt. De heeft geresulteerd in de oprichting van de Institución Libre de Enseñanza in 1876, waarin werd gepleit voor een assimilatie van Madrids culturele waarde door de nabijheid van de bergketen. In de jaren 20 was er een idee om de gehele bergketen uit te roepen tot beschermd natuurgebied, maar dat idee is nog steeds niet ten uitvoer gebracht hoewel het nog steeds gesteund wordt.

### Monumenten en interessante gebouwen

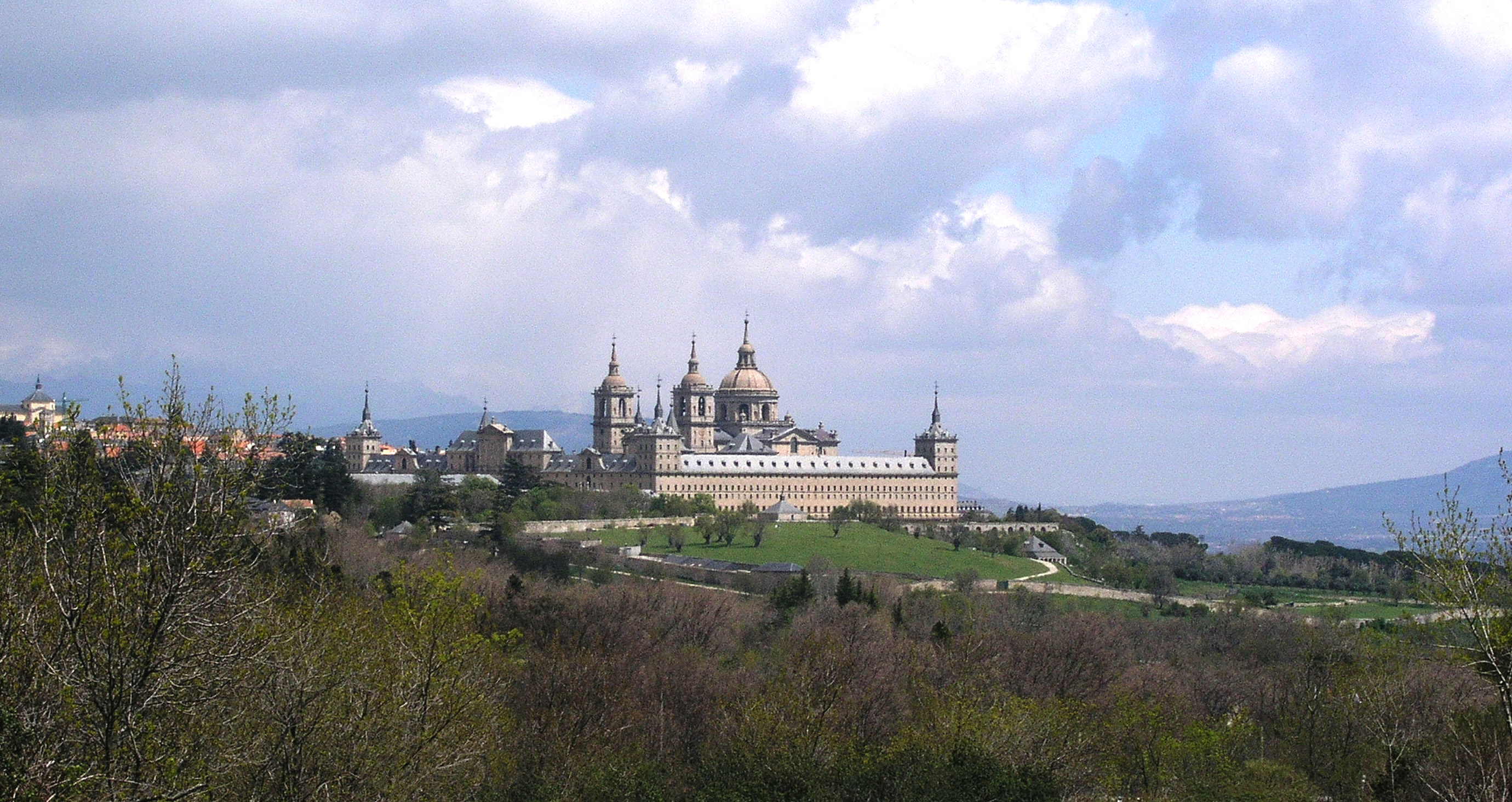
San Lorenzo de El Escorial

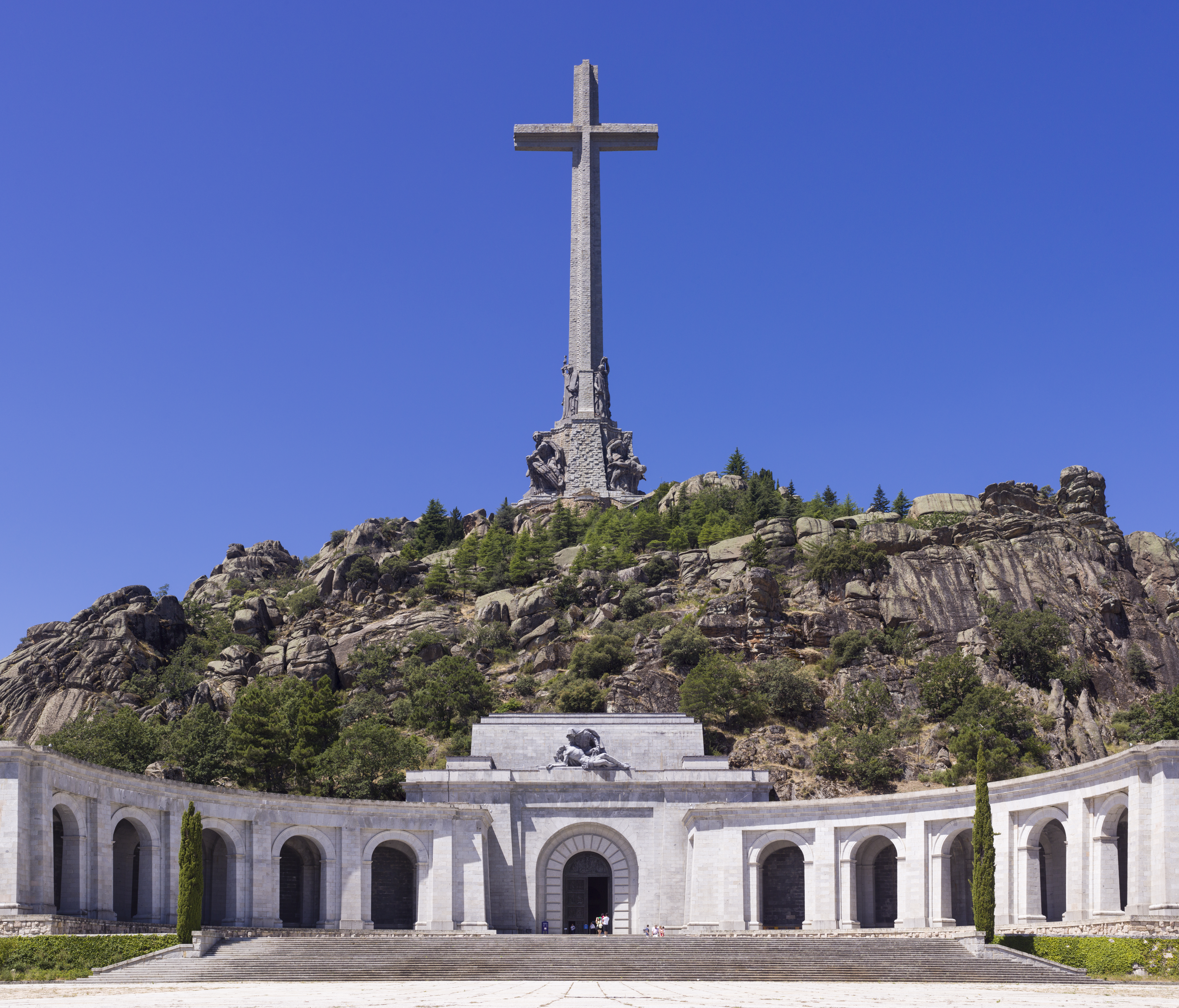
Vallei van de Gevallenen

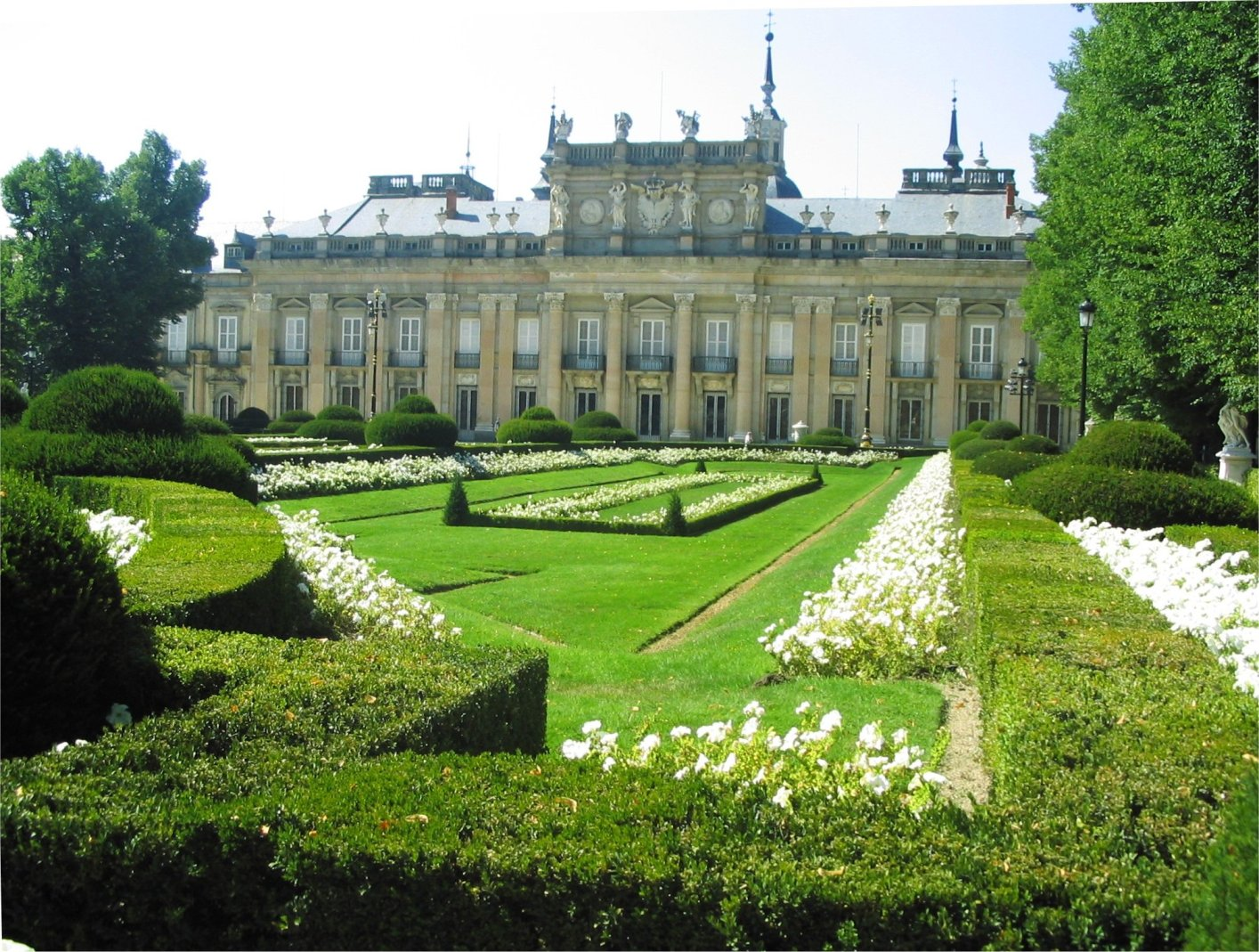
Vooraanzicht van het Palacio Real de la Granja de San Ildefonso

De natuur, het zwoele zomerklimaat en de nabijheid van Madrid en Segovia hebben geleid tot de bouw van veel markante gebouwen en monumenten op de hellingen van de Sierra de Guadarrama.
Het Koninklijke klooster van San Lorenzo de El Escorial is een groots paleis, een Augustijns klooster, een museum en een bibliotheek complex in San Lorenzo de El Escorial. Het is ontworpen door de architecten Juan Bautista de Toledo en Juan de Herrera in een sobere classicistische stijl en gebouwd tussen 1563 en 1584. Het is ontworpen als herinnering van de martelaar Laurentius van Rome. Het complex herbergt een schat aan kunst, inclusief meesterwerken van Titiaan, Tintoretto, El Greco, Velázquez, Rogier van der Weyden, Paolo Veronese, Alonso Cano, José de Ribera, Claudio Coello en anderen. De bibliotheek bevat duizenden onbetaalbare antieke manuscripten en het complex is aangewezen door UNESCO als werelderfgoed.
Op de noordelijke flank van de berg Monte Abantos bevindt zich, omgeven door dichte pijnboombossen, de Santa Cruz del Valle de los Caídos ("Vallei van de Gevallenen"). Gecreëerd door generaal Francisco Franco om de gevallenen van de Spaanse Burgeroorlog te eren. Het monument bevat de resten van 40.000 gevallen soldaten maar ook een basiliek waarin Franco zelf was bijgezet. Daarboven bevindt zich een enorm massief kruis, van 150 meter hoog, dat zichtbaar is vanaf 50 kilometer.
In Rascafría, in het centrum van de vallei Lozoya valley, ligt het Monasterio de Santa María de El Paular ("Het klooster van Santa María van Paular"). Omgeven door pittoreske berglandschappen bevindt zich het klooster dat een grote kloostergang heeft en dateert uit de late jaren 1300. Het werd gebouwd op initiatief van koning Hendrik II van Castilië en in 1876 werd het uitgeroepen tot Nationaal Monument van Spanje.
Het castillo de Manzanares ("kasteel van Manzanares") is een middeleeuws fort in de gemeente Manzanares el Real, aan de voet van de La Pedriza. Het bestaat uit meerdere ronde torens en dateert uit de 15e eeuw.
In de stad Pedraza ligt het gelijknamige kasteel, castillo de Pedraza. Deze citadel ligt op een heuvel ter bescherming van de stad. Het dateert uit de 14e eeuw en is gedurende de 16e eeuw uitgebreid. Hoewel het een keer verwaarloosd is werd het Kasteel gerenoveerd en is nu weer in goede staat. Het gebouw is aan alle kanten beschermd door de originele oude muren wat een middeleeuwse sfeer uitstraalt over de omgeving.
In de gemeente Real Sitio de San Ildefonso in Castilië en León ligt het, in barokstijl opgetrokken, Palacio Real de la Granja de San Ildefonso, een koninklijke residentie die tijdens de zomer gebruikt wordt door de Spaanse adel. Het werd gebouwd in opdracht van Filips V van Spanje in 1724. De tuinen van het paleis bevatten een groot aantal beelden van mythologische wezens die, om hun artistieke waarde, gewaardeerd worden. De tuinen zijn gebaseerd uit de herinnering van koning Filips V van zijn kindertijd aan het Franse hof.

## Beschermde gebieden
Grote delen van de Sierra de Guadarrama worden sinds 2013 beschermd door het nationaal park Sierra de Guadarrama, het vijftiende nationale park van Spanje. In het park liggen onder andere de Cumbre, Circo y Lagunas de Peñalara("Peñalara's top, Cirques en meren natuurgebied"), dat  het hoogste gedeelte van de Guadarrama beslaat, waaronder het Peñalara bergmassief en een van de weinige gletsjers van het hele Sistema Central en met 3 kleine cirques, twee morenes en bijna twintig gletsjermeren.
- Het Parque Regional de la Cuenca Alta del Manzanares, in de provincie Madrid was het eerste gebied dat de beschermde status kreeg. Tijdens het aanwijzen van dit gebied bestond het alleen maar uit de La Pedriza (een gebied met een aantal pieken, valleien en rivieren in de Guadarramas), maar werd later uitgebreid met de Monte de El Pardo — een dichtbebost gebied ten noorden van Madrid, en beslaat nu meer dan 470 km².

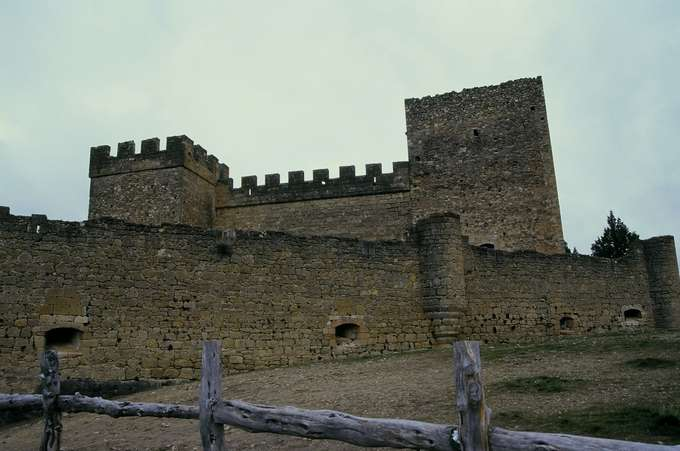
Castillo de Pedraza.

## Mythen en legenden
Door de eeuwen heen hebben zich in de bergen en omliggende gebieden verschillende mythen en legenden die specifiek voor deze regio zijn ontwikkeld zoals:
De herders afgrondEr wordt aangenomen dat in de bergen bij San Lorenzo de El Escorial een schatkist begraven ligt. Velen hebben geprobeerd deze schat te vinden.
In deze legende heeft een zekere Rafael Corraliza, die de financiën beheerde voor het klooster van San Lorenzo, door duivelse hebzucht werd gelokt om de schat aan dubloenen (Spaanse goudmunt) van het klooster te stelen. Vervolgens verdween Corraliza richting Portugal voor onderdak. Hij ging in de nacht over een berg voetpad dat naar het dichtstbijzijnde dorp, Robledondo, leidde. Maar in een poging om door het berggebied, dat bekendstaat als de herders afgrond (een diepe kloof in de bergen), te trekken veroorzaakte een heilige, die uitkeek over het klooster, een val van hem in de kloof waarin hij en het gestolen goud verdween. In de loop van de tijd is de afgrond bedekt met takken en stenen uit angst dat het vee of een andere arme sloeber hetzelfde lot zou ondergaan als Corraliza.
Het rotsblok des doodsDe naam van deze legende komt van de naam van een merkwaardige rotsformatie in La Pedriza. Het verhaal gaat dat een groep van drie bandieten een jonge vrouw heeft ontvoerd van een rijke en invloedrijke Madrileense familie. Tijdens de afwezigheid van de leider van de bende verkrachtte de overgebleven twee bandieten de jonge vrouw. Totdat de leider onverwachts terugkwam. Hij probeerde toen de andere twee op de rotsformatie te gooien als een soort snelrecht. De eerste werd succesvol op de rots gegooid maar de tweede pakte een been van de leider tijdens een worsteling op de rand van de afgrond waarna zij er beiden vanaf vielen en te pletter sloegen op de onderliggende rotsen. Volgens de lokale bevolking zijn de lijken van de drie bandieten soms te zien in een scheur in de rotsen.

#### Informatie
- (es)  website nationaal park Sierra de Guadarrama (Spaans Ministerie van Milieu)
- (es)  Información de la sierra en Ascensiones
- (es)  Noticias y actualidad de la Sierra de Madrid

#### Route en klimplekken
- (es)  Ascensiones a los principales picos de la Sierra de Guadarrama
- (es)  Rutas por la sierra y ascensiones a picos importantes
- (es)  Rutas por la sierra

#### Diversen
- (es)  Mapa de carreteras de la Sierra de Guadarrama
- (es)  La Sierra de Guadarrama en Google Maps
- (es)  Web oficial de la estación de esquí Valdesquí
- (es)  Web oficial de la estación de esquí Puerto de Navacerrada
- (es)  Predicción meteorológica a siete días de Navacerrada, municipio situado al pié de la sierra
- (es)  Real Sociedad Española de Alpinismo Peñalara
- (es)  Web oficial del Parque Natural de Peñalara